# Rivière de la Petite Vallée
Rivière de la Petite Vallée är ett vattendrag i Kanada.   Det ligger i provinsen Québec, i den östra delen av landet, 900 km nordost om huvudstaden Ottawa.
I omgivningarna runt Rivière de la Petite Vallée växer i huvudsak blandskog. Runt Rivière de la Petite Vallée är det mycket glesbefolkat, med 5 invånare per kvadratkilometer.